# Vila Verde de Ficalho
Vila Verde de Ficalho es una freguesia portuguesa del concelho de Serpa, con 105,03 km² de superficie y 1.446 habitantes (2001). Su densidad de población es de 13,8 hab/km².